# Пирамида G3-a

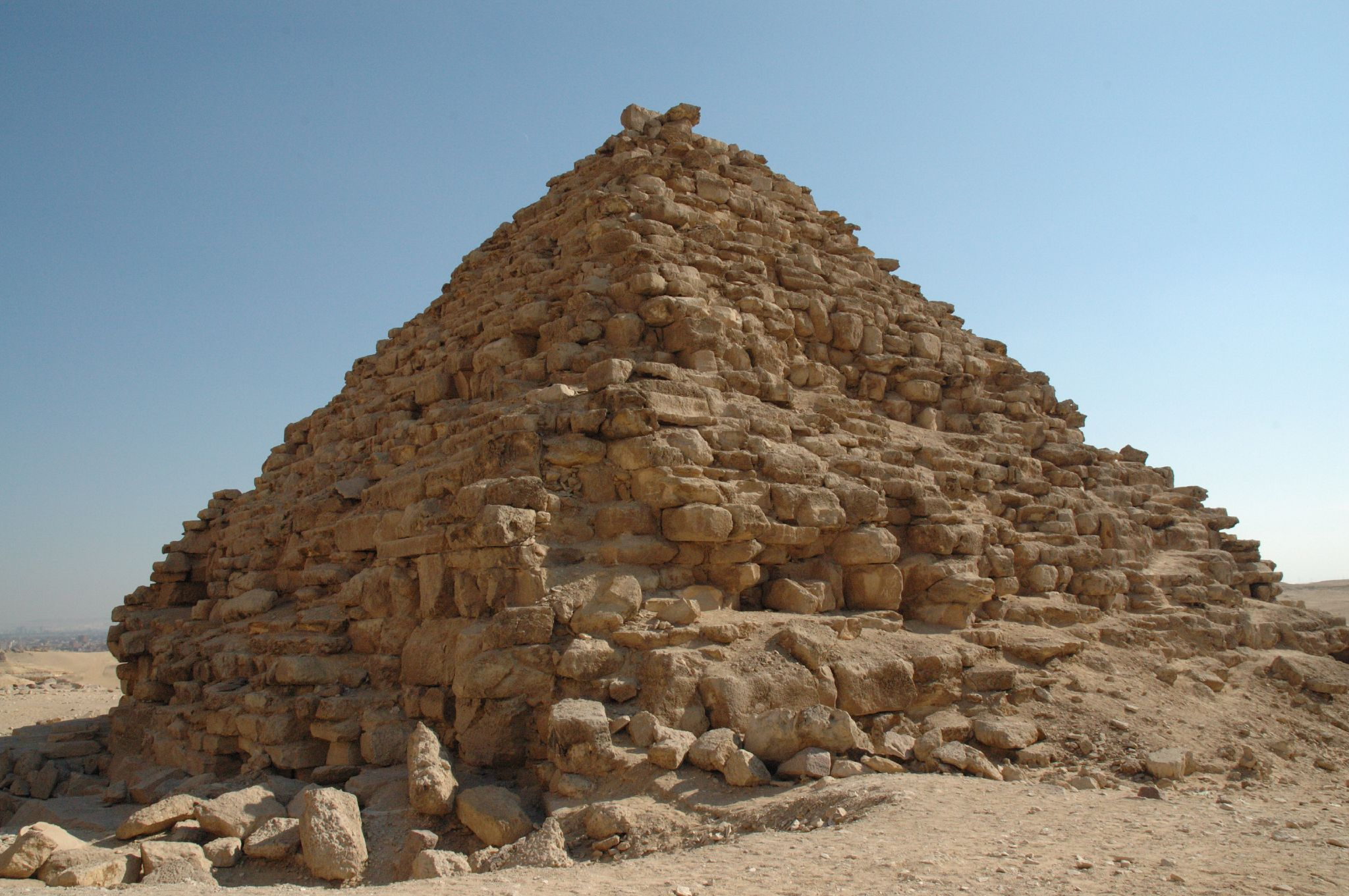
Пирамида G3a.

G3-a (так же G3a, G3 a, GIIIa) — одна из трёх пирамид-спутниц пирамиды Менкаура. Расположена с южной стороны пирамиды Менкаура в Некрополе Гизы. Является самой большой и восточной из трёх пирамид цариц. Построена во времена IV династии, предположительно для царицы Хамерернебти II. Размер основания пирамиды 44,3 м, высота 28,3 м. Первоначально она была облицована гранитом, кое-где облицовка сохранилась. Вход в пирамиду расположен с северной стороны. В погребальной камере был саркофаг из красного гранита, встроенный в паз в стене. Пирамида была ограблена ещё в древности. Внутри были найдены фрагменты керамики. К пирамиде был пристроен небольшой погребальный храм, стены которого сделаны из кирпича-сырца и известняка.

## Галерея

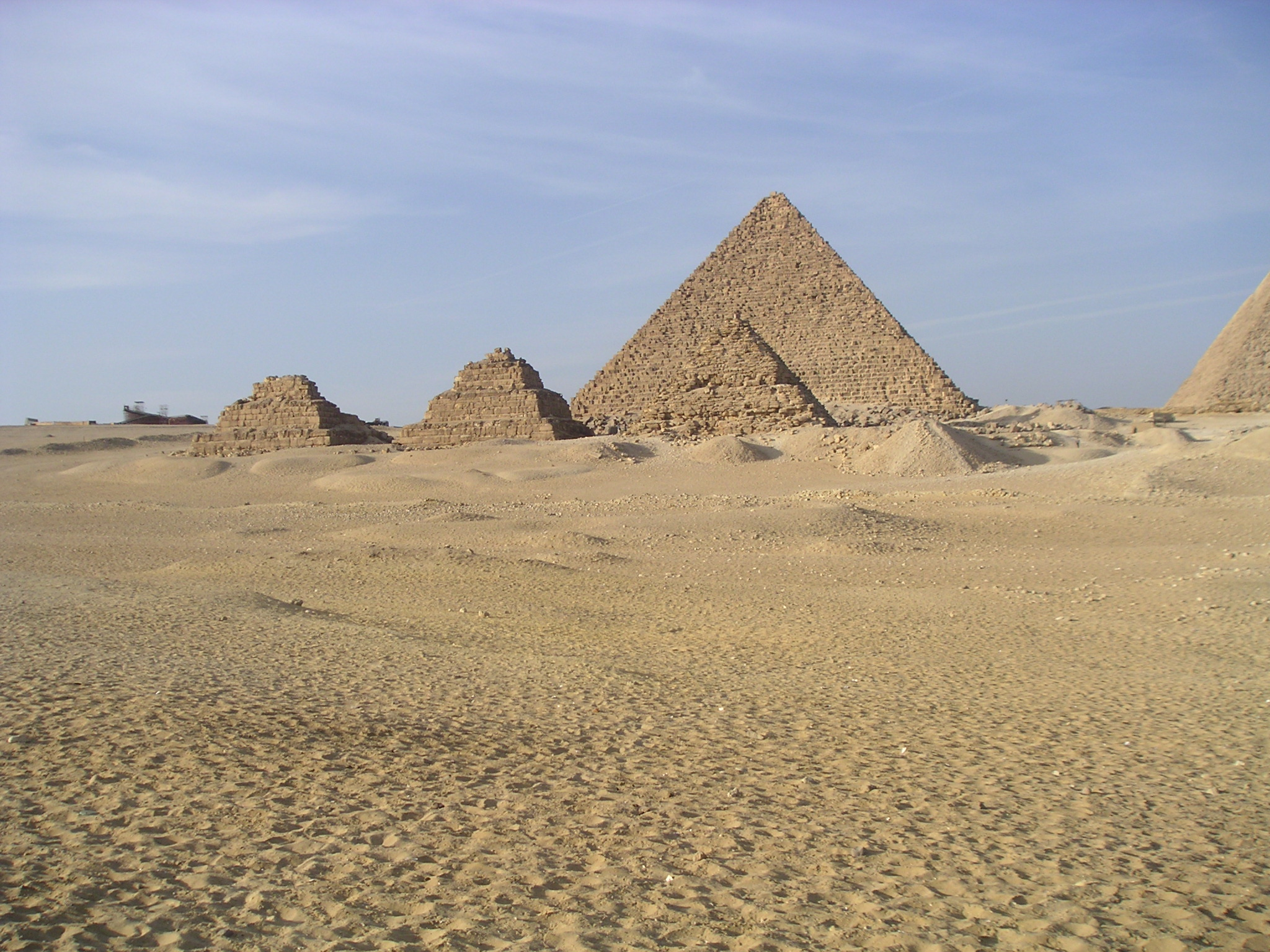
Общий план пирамид-спутниц.
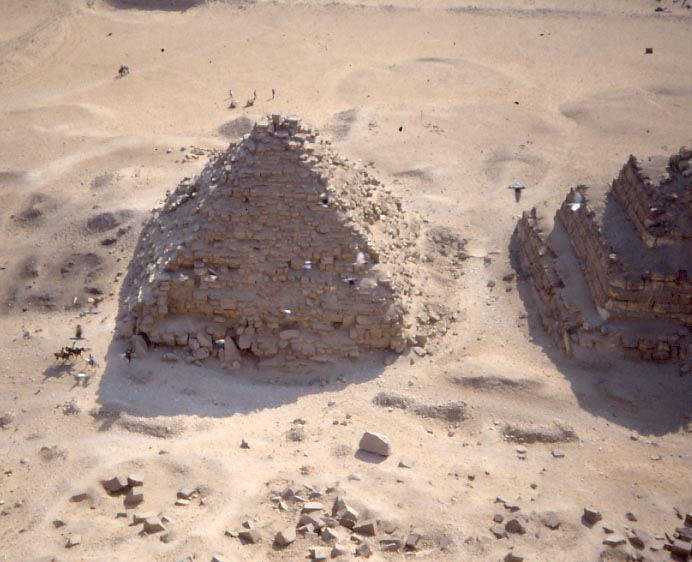
Вид сверху на пирамиду G3a.